# Marti Stevens
Marti Stevens (New York, 15 agosto 1928) è un'attrice statunitense, attiva in campo teatrale e televisivo.

## Biografia
Figlia del produttore esecutivo Nicholas Schenck, nel 1952 Marti Stevens fece il suo debutto a Broadway nel musical Buttrio Square, a cui seguì First Impressions nel 1959. Dopo aver recitato nell'Off Broadway nel 1960, nel 1963 fece il suo debutto sulle scene londinesi nel musical No Strings, mentre l'anno successivo recitò nuovamente a Londra nel musical High Spirits. Nel 1971 fu Sarah nel tour statunitense del musical Company, musical con cui tornò a calcare le scene londinesi nel 1972, prima nel ruolo di Sarah e poi rimpiazzando Elaine Stritch nel ruolo della co-protagonista Joanne. Nel 1975 tornò a Broadway per l'ultima volta nel dramma The Constant Wife, mentre nel 1977 recitò in un tour di A Little Night Music con Hermione Gingold. Attiva anche in campo televisivo, ha recitato in diversi episodi di Kojak, Il tenente Ballinger e Love Boat.

## Filmografia parziale

### Cinema
- Il letto del re (Abdulla the Great), regia di Gregory Ratoff (1955)

### Televisione
- Il tenente Ballinger (M Squad) – serie TV, episodio 2x13 (1958)
- Carovana (Stagecoach West) – serie TV, episodio 1x08 (1960)
- Operazione ladro (It Takes a Thief) – serie TV, episodio 1x14 (1968)
- Mannix – serie TV, episodio 2x15 (1968)
- Kojak – serie TV, episodio 5x14 (1978)
- Cuore e batticuore (Hart to Hart) – serie TV, episodio 2x03 (1980)
- Love Boat (The Love Boat) – serie TV, episodio 5x07 (1981)